# 몬텔레오네도르비에토
몬텔레오네도르비에토(이탈리아어: Monteleone d'Orvieto)는 이탈리아 움브리아주 테르니도에 위치한 코무네다. 페루자로부터 남서쪽 35km, 테르니로부터 북서쪽 60km 거리에 있다.

## 역사
16세기의 역사가 치프리아노 마넨테(Cipriano Manente)에 의하면, 몬텔레오네는 북쪽 경계를 감시할 목적인 성으로서 오르비에토에 의해서 세워졌다. 1373년에 신성로마제국의 황제 카를 4세는 몬텔레오네를 투레나(Turrena)의 자작에게 넘겼고, 후에 이곳은 코르바라(Corbara) 가문과 교황 식스토 4세의 조카 같은 일부 지역의 하위 귀족들이 소유권을 주장하며 다퉜다. 1481년에 오르비에토에게 소유권이 돌아갔다.
1643년에, 바르베르니 가문의 교황 우르바노 8세와 파르네세 가문 사이에 일어난 카스트로 전쟁 기간에, 몬텔레오네는 피렌체 공화국의 군대에게 포위를 받아 파괴되었다.